# Kodeks 051
Kodeks 051 (Gregory-Aland no. 051), Kodeks Athos Pantokrator – grecki kodeks uncjalny Nowego Testamentu, paleograficznie datowany na X wiek.

## Opis
Kodeks stanowiony jest przez 92 pergaminowe karty (23 na 18 cm), z tekstem Apokalipsy św. Jana. Tekst jest pisany późną uncjałą, jedną kolumną na stronę, 22 linijki w kolumnie. Zawiera niepełny tekst Apokalipsy (Ap 11,15-13,1.3-22,7.15-21) , opatrzony komentarzem Andrzeja z Cezarei (patrz Kodeks 052). Tekst komentarza pisany jest minuskułą. Stosuje przydechy i akcenty. Tekst dzielony według κεφαλαια (rzadko numerowane) oraz λογοι.
Grecki tekst kodeksu zaklasyfikowany został do Kategorii III.
W Apokalipsie 11,17 zawiera interpolację και ο ερχομενος (i nadchodzący), wariant ten wspierany jest przez rękopisy 1006, 1841, oraz Vulgatę Clementinę (qui venturus es).

## Historia
Rękopis powstał we Włoszech. Kirsopp Lake sfotografował 1 stronę kodeksu w 1899 roku. W 1902 roku został dokładnie zbadany przez Gregory, a następnie przez Hoskiera, który skolacjonował tekst rękopisu.
Obecnie kodeks przechowywany jest na Górze Athos w bibliotece klasztoru Pantokratoros (pod numerem 44).